# 圣梅克桑
圣梅克桑（法語：Saint-Mexant，法語發音：[sɛ̃ mɛksɑ̃]）是法国科雷兹省的一个市镇，位于该省中西部，属于蒂勒区。

## 地理
圣梅克桑（45°17'7"N, 1°39'29"E）面积18.64 平方千米，位于法国新阿基坦大区科雷兹省，该省份为法国中南部省份，北起上维埃纳省和克勒兹省，西接多爾多涅省，南至洛特省，东临多姆山省和康塔爾省。
与圣梅克桑接壤的市镇（或旧市镇、城区）包括：沙梅拉、尚泰克斯、法瓦尔、纳沃、圣克莱芒、圣日耳曼莱韦尔涅。

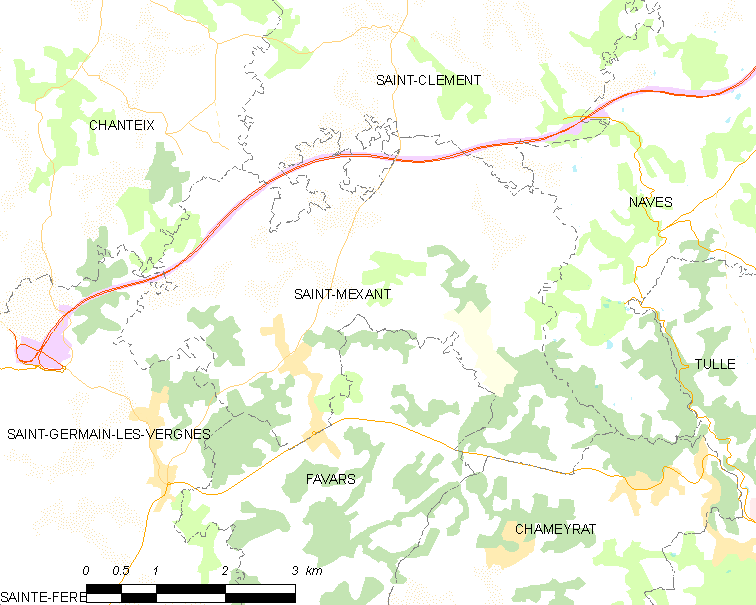
圣梅克桑的OSM定位图

圣梅克桑的时区为UTC+01:00、UTC+02:00（夏令时）。

## 行政
圣梅克桑的邮政编码为19330，INSEE市镇编码为19227。

## 政治
圣梅克桑所属的省级选区为纳沃县。

## 交通
科雷兹省省道D44线、D53线和D130线等经过境内。

## 人口

1962-2008年间圣梅克桑人口变化图示

圣梅克桑于2022年1月1日时的人口数量为1331人。